# گمینا ویژاینه
گمینا ویژاینه (به لهستانی:  Gmina Wiżajny) یک گمینا در لهستان است که در شهرستان سوواوکی واقع شده‌است. گمینا ویژاینه ۱۲۲٫۵۹ کیلومتر مربع مساحت و ۲٬۶۷۲ نفر جمعیت دارد.